# جو الشجاعة (رواية)
رواية جو الشجاعة  (بالإنجليزية: The Climate of Courage)‏ هي رواية للكاتب الأسترالي جون كليري. نشرت عام 1954. تدور أحداثها في الحرب العالمية الثانية، وتدور أحداثها حول مجموعة من الجنود الأستراليين التي عادوا من الخدمة العسكرية.